# 达藏遗址
达藏遗址，位于中国青海省贵南县沙沟乡东让村，为青海省市县级文物保护单位，公布日期为1986年6月2日，类型为古遗址。
达藏遗址的历史年代为卡约文化。